# Курчицька Гута
Курчицька Гу́та — село в Україні, у Звягельському районі Житомирської області. Населення становить 260 осіб.

## Географія
На північному заході від села бере початок річка Мицківка.
Через село тече річка Гутянка.

## Історія
В 1906 році село Городницької волості Новоград-волинського повіту Волинської губернії. Відстань від повітового міста 25 верст, від волості 12. Дворів 27, мешканців 248.
В період сталінських репресій в 30-ті роки 20-го століття органами НКВС безпідставно було заарештовано та позбавлено волі на різні терміни 59 мешканців, з яких 38 чол. розстріляно. Нині всі постраждалі від тоталітарного режиму реабілітовані.
У 1933—41 роках — адміністративний центр Курчицько-Гутської сільської ради Городницького району.